# Gare de Berg (Pfalz)
La gare de Berg (Pfalz), en allemand Bahnhof Berg (Pfalz), est une gare ferroviaire allemande, située à Berg (Pfalz), arrondissement de Germersheim dans le land de la Rhénanie-Palatinat.
C'est une halte voyageurs de la Deutsche Bahn (DB) desservie par des trains Regionalbahn.

## Situation ferroviaire
La gare de Berg (Pfalz) est située au point kilométrique (PK) 59,6 de la Bienwaldbahn, entre les gares de Neuburg (Rhein) et de Lauterbourg dont elle est séparée par la frontière entre la France et l'Allemagne.

## Service des voyageurs

### Desserte
Berg (Pfalz) est desservie par des trains régionaux, Regionalbahn, de la ligne Wörth (Rhein) - Lauterbourg.

### Intermodalité
Un parc pour les vélos et un parking pour les véhicules y sont aménagés. Elle est desservie par des bus.